# Ананьевские
Ананьевские — дворянский род.

Согласно Общему Гербовнику:

Предки фамилии Ананьевских служили Российскому Престолу в 7139/1631 и других годах во дворянах с поместным окладом. Потомки сего рода равным образом за усердие к службе и трудолюбие от Государей награждаемы чинами и знаками Монарших милостей.
Иван Сергеевич Ананьевский (28.3.1739 — 26.12.1812) был пожалован 28 октября 1802 года сенатором.

## Описание герба
В щите, разделённом надвое в верхней половине в правом голубом поле крестообразно положены серебряный меч и карабин, в левом красном поле находится серебряная башня с тремя зубцами. В нижней половине, разрезанной двумя диагональными чертами, с углом в середине подошвы щита, в серебряном поле поставлено древо с плодами, а по сторонам оного в зелёном поле золотой улей и пчела.
Щит увенчан дворянскими шлемом и короной. Намёт на щите красный и голубой, подложенный золотом. Щит держат два льва. Герб внесён в Общий гербовник дворянских родов Российской империи, часть 8, стр. 75.